# Karolina Chrapek
Karolina Chrapek (* 18. Januar 1990 in Würzburg, Deutschland) ist eine ehemalige polnische Skirennläuferin.

## Karriere
Chrapek gab ihr internationales Renndebüt am 8. Januar 2006 bei einem FIS-Slalom im Skigebiet Šachtičky bei Banská Bystrica. Ihr erstes internationales Großereignis bestritt sie ein Jahr später beim Europäischen Olympischen Winter-Jugendfestival in Jaca, wo sie den 33. Platz im Riesenslalom erreichte. 
In den darauffolgenden Jahren startete Chrapek hauptsächlich bei FIS-Rennen in Europa sowie vereinzelt im Europacup. Am 28. Dezember 2010 gab sie beim Riesenslalom am Semmering ihr Weltcupdebüt, wobei sie sich nicht für den zweiten Durchgang qualifizieren konnte. 
Einen Monat später feierte Chrapek einen ersten Erfolg, als sie bei der Winter-Universiade in Erzurum Silber im Super-G sowie Bronze im Riesenslalom gewinnen konnte. Nur wenige Tage nach dem Gewinn dieser Medaillen bestritt sie in Garmisch-Partenkirchen ihre ersten Weltmeisterschaften, wobei sie ihre beste Platzierung mit Rang 20 in der Super Kombination erreichte. 
Erfolge feierte Chrapek in den nächsten Jahren erneut im Rahmen der Winter-Universiaden. 2013 gewann sie erneut Silber im Super-G sowie Bronze in der Abfahrt, 2015 nochmals Silber im Super-G.
2014 startete sie zum ersten und einzigen Mal bei Olympischen Winterspielen. Bei den Wettkämpfen in Sotschi erreichte sie ihr bestes Ergebnis erneut in der Super Kombination, sie belegte den 17. Platz. 
2015 wurde Chrapek dreifache polnische Meisterin im Super-G, Slalom und der Alpinen Kombination. Ihr letztes internationales Rennen bestritt sie am 29. März 2015 in Kranjska Gora, danach ist sie nicht mehr als Rennläuferin in Erscheinung getreten. 

## Erfolge

### Olympische Winterspiele
- Sotschi 2014: 17. Super Kombination, 33. Abfahrt, 33. Riesenslalom, DNF Super-G, DNF Slalom

### Weltmeisterschaften
- Garmisch-Partenkirchen 2011: 20. Super Kombination, 33. Slalom, 34. Super-G, DNF Riesenslalom
- Schladming 2013: 27. Super Kombination, DNS Super-G, DNF Riesenslalom

### Juniorenweltmeisterschaften
- Zauchensee/Flachau 2007: 59. Riesenslalom, DNF Super-G, DNF Slalom
- Mont Blanc 2010: 33. Super-G, 37. Riesenslalom, DNF Slalom

### Europacup
- Eine Platzierung unter den besten 10

### Nor-Am Cup
- 2 Platzierungen unter den besten 5, davon ein Podestplatz

### Universiade
- Erzurum 2011: 2. Super-G, 3. Riesenslalom
- Trentino 2013: 2. Super-G, 3. Abfahrt
- Granada 2015: 2. Super-G, 8. Slalom, 9. Riesenslalom, DNF Super Kombination

### Europäisches Olympisches Winter-Jugendfestival
- Jaca 2007: 33. Slalom, DNF Riesenslalom

### Weitere Erfolge
- 4 Siege bei FIS-Rennen
- Polnische Meisterin im Super-G (2015)
- Polnische Meisterin im Slalom (2015)
- Polnische Meisterin in der Alpinen Kombination (2015)
- Polnische Vizemeisterin im Riesenslalom (2013)
- Bronze bei den polnischen Meisterschaften im Riesenslalom (2015)
- Bronze bei den polnischen Meisterschaften im Slalom (2010)